# Moj dom
Moj dom je četvrti studijski album dalmatinskog pop sastava Dalmatino. Album je 2014. godine objavila diskografska kuća Dancing Bear.

## Popis pjesama[2]
1. Moj dom (4:25)
2. Još jedan put (4:11)
3. Osta san dužan (4:26)
4. Tiho dolazi plima (4:24)
5. Zoven se jugo (4:24)
6. Viruj u mene (3:36)
7. Nevera (4:33)
8. Mlad i lud (4:10)
9. Mlado lito (4:50)
10. Croatia (4:53)